# Richard Benjamin
Richard Benjamin (New York, 22 mei 1938) is een Amerikaans acteur en regisseur. Hij won voor zijn bijrol in The Sunshine Boys in 1976 een Golden Globe, waarvoor hij eerder al eens werd genomineerd in 1971 voor zijn hoofdrol in Diary of a Mad Housewife. Hij maakte in 1969 zijn filmdebuut in Goodbye, Columbus en regisseerde in 1982 zijn eerste (bioscoop)film, getiteld My Favorite Year.
Benjamin speelde behalve in films ook wederkerende rollen in enkele televisieseries. Zo was hij nog voor zijn filmdebuut te zien in 26 afleveringen van He & She als Dick Hollister (1967-68). Later speelde hij acht afleveringen Adam Quark in Quark en had hij eenmalige gastrollen in onder meer Insight (1981), Mad About You (1999) en Pushing Daisies (2009).
Benjamin speelde sinds zijn filmdebuut in 1969 in meer dan twintig filmtitels. Daarnaast regisseerde hij eveneens meer dan tien bioscoopfilms, twintig inclusief televisiefilms.
Hij trouwde in 1961 met actrice Paula Prentiss. Samen kregen ze in 1974 zoon Ross en in 1978 dochter Prentiss. Ross was in 1993 te zien in een bijrolletje in Benjamins film Made in America en in 2001 als Gerald in diens The Shrink Is In.

## Filmografie
Als acteur:
*Exclusief televisiefilms
| - Henry Poole Is Here (2008) - Keeping Up with the Steins (2006) - Marci X (2003) - The Shrink Is In (2001) - Deconstructing Harry (1997) - Saturday the 14th (1981) - First Family (1980) - How to Beat the High Co$t of Living (1980) - The Last Married Couple in America (1980) - Witches' Brew (1980) - Scavenger Hunt (1979) | - Love at First Bite (1979) - House Calls (1978) - The Sunshine Boys (1975) - Westworld (1973) - The Last of Sheila (1973) - Portnoy's Complaint (1972) - The Steagle (1971) - The Marriage of a Young Stockbroker (1971) - Diary of a Mad Housewife (1970) - Catch-22 (1970) - Goodbye, Columbus (1969) |

Als regisseur:
*Exclusief vijf televisiefilms
- Marci X (2003)
- The Shrink Is In (2001)
- The Pentagon Wars (1998, televisiefilm)
- Mrs. Winterbourne (1996)
- Milk Money (1994)
- Made in America (1993)
- Mermaids (1990)
- Downtown (1990)
- My Stepmother Is an Alien (1988)
- Little Nikita (1988)
- The Money Pit (1986)
- City Heat (1984)
- Racing with the Moon (1984)
- My Favorite Year (1982)

- Bibsys: 6004610
- Biblioteca Nacional de España: XX1176271
- Bibliothèque nationale de France: cb146532331 (data)
- Gemeinsame Normdatei: 139020667
- International Standard Name Identifier: 0000 0001 2320 6333
- Library of Congress Control Number: n88100600
- Nationale Bibliotheek van Tsjechië: ola2008434474
- Nationale bibliotheek van Australië: 35295293
- Nationale Bibliotheek van Israël: 987007442335105171
- Nederlandse Thesaurus van Auteursnamen: 07304914X
- SNAC: w65q92fp
- Système universitaire de documentation: 13333855X
- Trove: 901355
- Virtual International Authority File: 47022244
- WorldCat: E39PBJgd3F3xC7FC4FCwyTJdQq